# Моріс Сеттерс
Моріс Сеттерс (англ. Maurice Setters, нар. 16 грудня 1936, Гонітон — 22 листопада 2020) — англійський футболіст, що грав на позиції . По завершенні ігрової кар'єри — тренер.
Виступав, зокрема, за клуб «Манчестер Юнайтед», з яким став володарем Кубка Англії.

## Ігрова кар'єра
Народившись у Девоні на південному заході Англії, Сеттерс навчився грати у футбол у місцевих командах. Його талант не залишився непоміченим, і у 18 років його запросив «Ексетер Сіті». Клуб зі столиці графства брав участь у Третьому дивізіоні Південь, проте перш ніж він міг повністю присвятити себе кар'єрі, йому довелося два роки проходити військову службу в Королівській кінській артилерії (RHA). За «Ексетер» Сеттерс дебютував наприкінці сезону 1953/54 і загалом взяв участь у 10 матчах чемпіонату.
Влітку 1955 року Моріс перейшов у клуб вищого дивізіону «Вест-Бромвіч Альбіон». У своєму новому клубі він спочатку грав у складі резервної команди, але завдяки своєму фізично міцному стилю гри у півзахисті, Сеттерса перевели в першу команду в кінці листопада 1955 року. 26 листопада 1955 року він дебютував за ВБА в матчі проти «Гаддерсфілд Таун» (0:1), а за тиждень він забив два голи за у матчі проти «Портсмута» (4:0), швидко перетворившись на ключового гравця в півзахисті команди під керівництвом легендарного Віка Бакінгема.
У січні 1960 року Сеттерс перейшов у «Манчестер Юнайтед» за 30 000 фунтів. У команді Метта Басбі він в першу чергу повинен замінити надовго травмованого Вілфа Макгіннесса. Сеттерс здобув репутацію «жорсткого» футболіста і з свої бійцівські якості згодом отримав капітанську пов'язку. Однак його виступи на полі часто породжували суперечливі дискусії, і арбітри не рідко вилучали Моріса. У невдалому сезоні 1962/63 років, коли «Манчестер Юнайтед» ледь не вилетів у Другий дивізіон, команда несподівано дісталась фіналу Кубка Англії, де переграла «Лестер Сіті» 3:1 і здобула перши для «Юнайтед» трофей після авіакатастрофи. Наступний сезон 1963/64 років приніс команді 2-е місце у чемпіонаті за «Ліверпулем», по завершенні якого Сеттерс втратив місце в основі, якого витіснив молодий Ноббі Стайлс. В результаті матч проти «Астон Вілли» (7:0) на початку сезону 1964/65 став фінальним для Сеттерса за «Манчестер Юнайтед», оскільки його продали «Сток Сіті» за 30 000 фунтів стерлінгів. Загалом у тому сезоні за «червоних дияволів» Сеттерс зіграв 5 матчів, а команда вже без Моріс стала чемпіоном Англії.
У складі «гончарів» Сеттерс теж залишався основним гравцем, поки 4 березня 1967 року не отримав травми в матчі проти «Ліверпуля», що дозволило Алану Блуру зайняти його місце в основі. 1967 року команда проводила передсезонний збір у США, виступаючи у United Soccer Association під «місцевою» назвою «Клівленд Стокерс». Моріс забив 3 голи у 9 матчах того турніру, втім повернути собі статус основного гравця клубу не зумів.
В листопаді 1967 року Сеттерс перейшов у «Ковентрі Сіті», де провів наступні два з невеликим роки, провівши за команду 59 матчів, а завершив ігрову кар'єру у команді Другого дивізіону «Чарльтон Атлетик», за яку виступав протягом другої половини сезону 1969/70 з січня 1970 року.

## Виступи за збірну
У 1957—1960 роках Сеттерс грав за збірну Англії до 23 років, у складі якої провів 16 матчів і забив 1 гол.
У складі національної збірної Англії був у заявці на чемпіонат світу 1958 року у Швеції, втім так і не зіграв за збірну жодного матчу.

## Кар'єра тренера
Розпочав тренерську кар'єру невдовзі по завершенні кар'єри гравця, 1971 року, очоливши тренерський штаб клубу «Донкастер Роверз».
1977 року Сеттерс став помічником Джека Чарльтона в «Шеффілд Венсдей». Коли Чарльтон пішов у відставку 27 травня 1983 року, Сеттерс був в.о. головного тренера команди протягом чотирьох тижнів, але клуб не грав матчі в цей період через міжсезоння. Пізніше він знову співпрацював з Джеком Чарльтоном у збірній Ірландії.

## Статистика
| Клуб                   | Сезон   | Чемпіонат                 | Чемпіонат | Чемпіонат | Кубок | Кубок | Кубок ліги | Кубок ліги | Єврокубки | Єврокубки | Суперкубок | Суперкубок | Всього | Всього |
| Клуб                   | Сезон   | Дивізіон                  | Ігор      | Голів     | Ігор  | Голів | Ігор       | Голів      | Ігор      | Голів     | Ігор       | Голів      | Ігор   | Голів  |
| ---------------------- | ------- | ------------------------- | --------- | --------- | ----- | ----- | ---------- | ---------- | --------- | --------- | ---------- | ---------- | ------ | ------ |
| «Ексетер Сіті»         | 1953–54 | Третій дивізіон Південь   | 1         | 0         | 0     | 0     | –          | –          | 0         | 0         | 0          | 0          | 1      | 0      |
| «Ексетер Сіті»         | 1954–55 | Третій дивізіон Південь   | 9         | 0         | 1     | 0     | –          | –          | 0         | 0         | 0          | 0          | 10     | 0      |
| «Ексетер Сіті»         | Всього  | Всього                    | 10        | 0         | 1     | 0     | –          | –          | 0         | 0         | 0          | 0          | 10     | 0      |
| «Вест-Бромвіч Альбіон» | 1955–56 | Перший дивізіон           | 11        | 2         | 3     | 0     | –          | –          | 0         | 0         | 0          | 0          | 14     | 2      |
| «Вест-Бромвіч Альбіон» | 1956–57 | Перший дивізіон           | 21        | 1         | 3     | 0     | –          | –          | 0         | 0         | 0          | 0          | 24     | 1      |
| «Вест-Бромвіч Альбіон» | 1957–58 | Перший дивізіон           | 27        | 3         | 3     | 0     | –          | –          | 0         | 0         | 0          | 0          | 30     | 3      |
| «Вест-Бромвіч Альбіон» | 1958–59 | Перший дивізіон           | 41        | 2         | 3     | 0     | –          | –          | 0         | 0         | 0          | 0          | 43     | 2      |
| «Вест-Бромвіч Альбіон» | 1959–60 | Перший дивізіон           | 20        | 2         | 0     | 0     | –          | –          | 0         | 0         | 0          | 0          | 20     | 2      |
| «Вест-Бромвіч Альбіон» | Всього  | Всього                    | 120       | 10        | 12    | 0     | –          | –          | 0         | 0         | 0          | 0          | 132    | 10     |
| «Манчестер Юнайтед»    | 1959–60 | Перший дивізіон           | 17        | 0         | 2     | 0     | 0          | 0          | 0         | 0         | 0          | 0          | 19     | 0      |
| «Манчестер Юнайтед»    | 1960–61 | Перший дивізіон           | 40        | 4         | 3     | 0     | 2          | 0          | 0         | 0         | 0          | 0          | 45     | 4      |
| «Манчестер Юнайтед»    | 1961–62 | Перший дивізіон           | 38        | 3         | 7     | 1     | 0          | 0          | 0         | 0         | 0          | 0          | 45     | 4      |
| «Манчестер Юнайтед»    | 1962–63 | Перший дивізіон           | 27        | 1         | 6     | 0     | 0          | 0          | 0         | 0         | 0          | 0          | 33     | 1      |
| «Манчестер Юнайтед»    | 1963–64 | Перший дивізіон           | 32        | 4         | 7     | 0     | 0          | 0          | 4         | 1         | 1          | 0          | 44     | 5      |
| «Манчестер Юнайтед»    | 1964–65 | Перший дивізіон           | 5         | 0         | 0     | 0     | 0          | 0          | 1         | 0         | 0          | 0          | 6      | 0      |
| «Манчестер Юнайтед»    | Всього  | Всього                    | 159       | 12        | 25    | 1     | 2          | 0          | 5         | 1         | 1          | 0          | 192    | 14     |
| «Сток Сіті»            | 1964–65 | Перший дивізіон           | 16        | 1         | 3     | 0     | 0          | 0          | 0         | 0         | 0          | 0          | 19     | 1      |
| «Сток Сіті»            | 1965–66 | Перший дивізіон           | 39        | 3         | 1     | 0     | 5          | 0          | 0         | 0         | 0          | 0          | 45     | 3      |
| «Сток Сіті»            | 1966–67 | Перший дивізіон           | 28        | 1         | 1     | 0     | 1          | 0          | 0         | 0         | 0          | 0          | 30     | 1      |
| «Сток Сіті»            | 1967–68 | Перший дивізіон           | 3         | 0         | 0     | 0     | 0          | 0          | 0         | 0         | 0          | 0          | 3      | 0      |
| «Сток Сіті»            | Всього  | Всього                    | 86        | 5         | 5     | 0     | 6          | 0          | 0         | 0         | 0          | 0          | 97     | 5      |
| «Клівленд Стокерс»     | 1967    | United Soccer Association | 9         | 3         | —     | —     | —          | —          | —         | —         | —          | —          | 9      | 3      |
| «Ковентрі Сіті»        | 1967–68 | Перший дивізіон           | 25        | 1         | 2     | 0     | 0          | 0          | 0         | 0         | 0          | 0          | 27     | 1      |
| «Ковентрі Сіті»        | 1968–69 | Перший дивізіон           | 17        | 2         | 0     | 0     | 4          | 0          | 0         | 0         | 0          | 0          | 21     | 2      |
| «Ковентрі Сіті»        | 1969–70 | Перший дивізіон           | 9         | 0         | 2     | 0     | 0          | 0          | 0         | 0         | 0          | 0          | 11     | 0      |
| «Ковентрі Сіті»        | Всього  | Всього                    | 51        | 3         | 4     | 0     | 4          | 0          | 0         | 0         | 0          | 0          | 59     | 3      |
| «Чарльтон Атлетік»     | 1969–70 | Другий дивізіон           | 8         | 1         | 0     | 0     | 0          | 0          | 0         | 0         | 0          | 0          | 8      | 1      |
| Загалом                | Загалом | Загалом                   | 443       | 34        | 47    | 1     | 12         | 0          | 5         | 1         | 1          | 0          | 508    | 36     |

## Титули і досягнення
- Володар Кубка Англії з футболу (1):

«Манчестер Юнайтед»: 1962–63